# Blohm + Voss
La Blohm + Voss Schiffswerft und Maschinenfabrik, conosciuta semplicemente anche come Blohm + Voss, è un'industria cantieristica navale tedesca, sussidiaria della ThyssenKrupp Marine System AG, attiva nel settore civile e militare.
Già Blohm & Voss, si ricorda anche per le numerose navi da guerra e, più recentemente, velivoli utilizzati da Kaiserliche Marine, poi Kriegsmarine, e Luftwaffe durante il periodo che va dalla prima alla seconda guerra mondiale.

## Storia

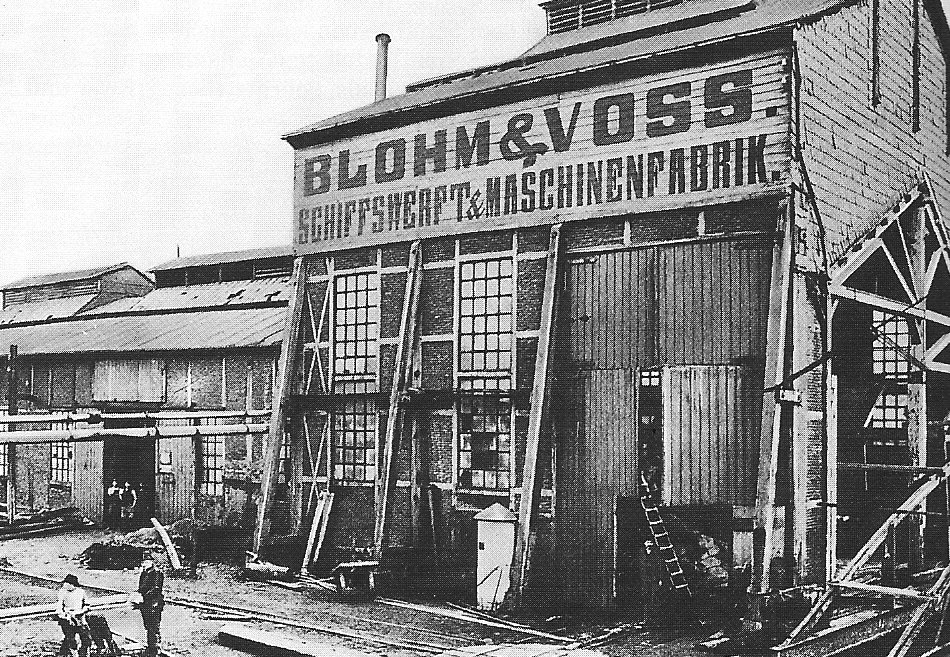
La Blohm & Voss come si presentava nel 1877.

L'industria fu fondata il 5 aprile 1877 da Hermann Blohm e Ernst Voss, sotto forma di una società in nome collettivo.
Fin dall'inizio disponeva, nei pressi di Amburgo, sull'isola sul fiume Elba chiamata Kuhwerder, di un cantiere navale, costruito su un'area di 15 000 m², con tre bacini, di cui ben due utilizzabili per navi lunghe più di cento metri.

### Prima guerra mondiale
Durante la prima guerra mondiale, la produzione aziendale era principalmente dedicata alla costruzione di sottomarini, anche se l'azienda non possedeva alcuna esperienza in tal senso. Tuttavia, durante gli anni del conflitto, in tutto vennero realizzati ben 98 sottomarini, contro alcune navi mercantili, 6 cacciatorpediniere, un "Kleiner" e 2 incrociatori pesanti.
A causa dell'arruolamento della popolazione maschile, la forza lavoro mancante venne rimpiazzata da personale femminile e dai prigionieri di guerra.

### Seconda guerra mondiale
Nel periodo della seconda guerra mondiale dai cantieri della Blohm & Voss uscirono la corazzata Bismarck e un numero elevato di sottomarini (U-Boot).
In questo periodo inoltre la Blohm & Voss produsse aerei sia di linea (per la Lufthansa), sia militari (destinati alla Luftwaffe) tramite la società sussidiaria Hamburger Flugzeugbau, cosicché gli aeroplani prodotti erano indicati sia con la sigla BV che Ha.

### Secondo dopoguerra
Dopo la seconda guerra mondiale, è rimasta attiva, particolarmente nel settore navale.
Oltre a continuare la produzione di navi, si è occupata anche di progettare e realizzare strutture più specialistiche, come le piattaforme petrolifere (per esempio lo Scarabeo 3).
Dal 1955 assume l'attuale ragione sociale Blohm + Voss Schiffswerft und Maschinenfabrik.

### Oggi

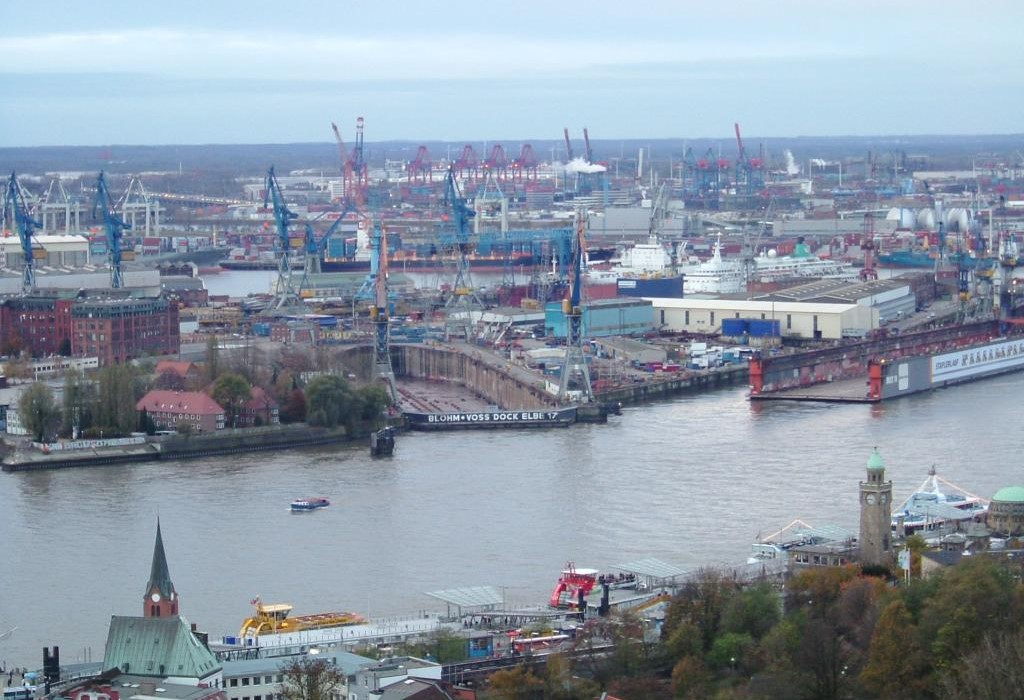
Il bacino di carenaggio della Blohm + Voss sul fiume Elba.

## Navi e sottomarini

### Navi
- SMS Condor, incrociatore leggero (23 febbraio 1892)
- SMS Kaiser Karl der Große, nave di linea (18 ottobre 1899)
- Prinzessin Victoria Luise, considerata la prima nave da crociera della storia (29 giugno 1900)
- SMS Friedrich Carl, incrociatore pesante (21 giugno 1902)
- SMS Yorck, incrociatore corazzato (14 maggio 1904)
- Pamir, nave a palo (29 luglio 1905)
- SMS Scharnhorst, incrociatore corazzato (22 marzo 1906)

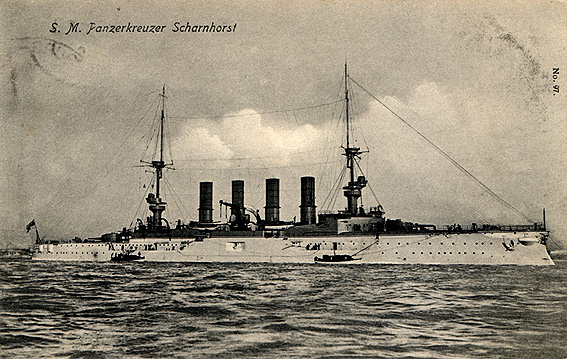
Lo Scharnhorst in una foto anteguerra

- SMS Dresden, incrociatore leggero (5 ottobre 1907)
- SMS Von der Tann, incrociatore da battaglia (30 marzo 1909)
- SMS Moltke, incrociatore da battaglia (7 aprile 1910)
- Peking, quattro alberi con scafo d'acciaio (25 febbraio 1911
- SMS Goeben, incrociatore da battaglia (28 marzo 1911)
- Passat, quattro alberi con scafo d'acciaio (20 settembre 1911)
- SMS Seydlitz, incrociatore da battaglia (30 marzo 1912)
- SMS Derfflinger, incrociatore da battaglia (14 marzo 1913)
- SS Imperator, grande piroscafo a vapore (23 marzo 1912)
- SS Vaterland, grande piroscafo a vapore (3 aprile 1913)
- SS Bismarck, grande piroscafo a vapore (varo 20 giugno 1914, non finita)
- SMS Köln, incrociatore leggero (5 ottobre 1916)
- Pola, quattro alberi con scafo d'acciaio (21 ottobre 1916)
- Cesare Rossarol, esploratore leggero. Varato nel 1916, fu ceduto alla Regia Marina nel 1920 e radiato nel 1939.
- SMS Mackensen, incrociatore pesante (21 aprile 1917, non finito)
- Priwall, quattro alberi con scafo d'acciaio (23 giugno 1917)
- Albert Ballin, piroscafo (1923)
- Cap Arcona II, piroscafo di lusso (14 maggio 1927)
- Europa, turbonave veloce (varo 15 agosto 1928)
- Empire Windrush (ex Monte Rosa), transatlantico (1930)
- Gorch Fock I, nave scuola (3 maggio 1933)
- Horst Wessel, nave scuola (13 giugno 1936)
- Pretoria, mercantile e nave passeggeri (16 luglio 1936)
- Windhuk, mercantile e nave passeggeri (27 agosto 1936)
- Admiral Hipper, incrociatore pesante (6 febbraio 1937)
- Wilhelm Gustloff, nave da crociera (5 maggio 1937)
- Albert Leo Schlageter, nave scuola a vela (30 ottobre 1937)
- Mircea, nave scuola a vela (22 settembre 1938)
- Bismarck, nave da battaglia (varo 14 febbraio 1939)
- Herbert Norkus, nave scuola a vela (7 novembre 1939)
- Wappen von Hamburg III, (1º febbraio 1955)
- Gorch Fock II, nave scuola a vela (23 agosto 1958)
- Hamburg Express, nave container (seconda serie) per Hapag-Lloyd (Abl. 10 luglio 1972)
- Adrian Maersk, nave container (sesta serie) per A.P. Möller (22 agosto 1975)
- Aradu, fregata della classe MEKO 360, per la Nigeria (4 settembre 1981)
- Almirante Brown, fregata della classe MEKO 360, per l'Argentina (26 gennaio 1983)
- Yavuz, fregata della classe MEKO 200, per la Turchia (17 luglio 1987)
- Vasco da Gama, fregata della classe MEKO 200, per il Portogallo (18 gennaio 1991)
- Hydra, fregata della classe MEKO 200, per la Grecia (15 ottobre 1992)
- Brandenburg (F 215), 1. fregata della classe F 123 Brandenburg (28 agosto 1992)
- Sachsen (F219), 1. fregata della classe F124 (31 ottobre 2002)
- Cosco Brisbane (maggio 2005)

### Sottomarini
- U-Boot Tipo B (1915-1917)
- U-Boot Tipo UC I (1916-1918)
- U-Boot Tipo VII C (1939-1942) : U 551 - U 650; U 951 - U 994
- U-Boot Tipo VII C/41 (1941-1942) : U 995 - U 1030
- U-Boot Tipo XVII A (Wa 201): U 792 (16 novembre 1943) e U 793 (1944)
- U-Boot Tipo XXI (1943-1945) : U 2501 - U 2546; U 2548; U 2551 - U 2552
- U-Boot Tipo XXVI B (1944-1945) : 3 esemplari
- Classe U209

### Yacht
- Savarona, 28 febbraio 1931
- Katalina, 1987
- Lady Moura, 31 maggio 1990
- Golden Odyssey, 25 maggio 1990
- Enigma (ex ECO e Katana), 20 agosto 1991
- A, 2008
- Eclipse, 12 giugno 2009

## Aeroplani

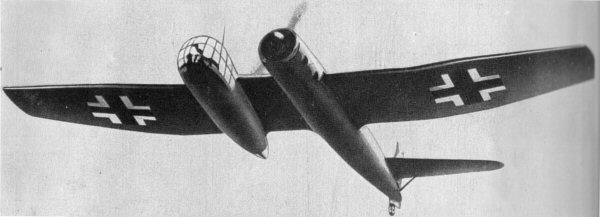
Un bozzetto di un BV 141.

- Blohm & Voss BV 40, aliante intercettore
- Blohm & Voss Ha 137, bombardiere a tuffo (prototipo)
- Blohm & Voss BV 138, idrovolante (prime versioni designate come Ha 138)
- Blohm & Voss Ha 139, idrovolante a lungo raggio
- Blohm & Voss Ha 140, aerosilurante, idrovolante (prototipo)
- Blohm & Voss BV 141, ricognitore (asimmetrico)
- Blohm & Voss BV 142, ricognitore, aereo da trasporto
- Blohm & Voss BV 144, aereo da trasporto
- Blohm & Voss BV 222 Wiking (Vichingo), idrovolante da trasporto
- Blohm & Voss BV 238, idrovolante (prototipo)

## Ordigni bellici
- Blohm & Voss BV 143, bomba guidata (prototipo)
- Blohm & Voss BV 246 Hagelkorn (Chicco di Grandine), bomba planante a lungo raggio con guida radar